# Дар с Земли
Дар с Земли (англ. A Gift From Earth) — научно-фантастический роман, который написан Ларри Нивеном в 1968 году.

## Сюжет
Идейным продолжением этого романа является книга Мир-Кольцо.
Действия происходят на человеческой колонии, которая находится на вымышленной планете «Ну-и-Ну» («Гора Посмотрика»). Поверхность этой планеты весьма необычна. Её обитаемая часть представляет собой так называемые «Плато». «Плато» — это гора, которая стоит перпендикулярно поверхности, а её вершина плоская. На планете есть две противоборствующие стороны: колонисты и эки (Эки — это потомки экипажа колонизационных кораблей). За преступления человека «разбирали» в банке органов. Но открытый доступ к нему был только у эков, что и создавало дисбаланс в правах. В новелле рассказывается о том, как на планету прилетел корабль-робот с Земли с «Дарами» в области биоинженерии, которые могут в ближайшие годы отменить банк органов, но власти не раскрывают эту новость людям. Параллельно с этими событиями группа людей и один неудачник с пси-способностями разворачивают революционные действия на планете, вследствие которых секрет о корабле и его грузе раскрывается.